# Alahan Nan Tigo
Alahan Nan Tigo is een bestuurslaag in het regentschap Dharmasraya van de provincie West-Sumatra, Indonesië. Alahan Nan Tigo telt 2941 inwoners (volkstelling 2010).